# Линия М3 (Варшава)
Линия М3 — планируемая линия Варшавского метрополитена. Подвижные составы будут Skoda Varsovia, Siemens Inspiro и Alstom Metropolis 98B.

## Описание
Будет располагаться на правом берегу реки Висла.

## История
В начале предполагалось развилка линии 2 на север и юг Варшавы от станции Стадион Народовы. Позднее принято решение об обособлении в отдельную линию.
15 марта 2021 года, мэр Варшавы Рафал Тшасковский заявил, что первая очередь третьей линии будет готова к 2028 году.

## Станции
На линии будет 7 станций:
- Стадион Народовы — пересадка на существующую станцию 2-й линии
- Двожец Всходни
- Миньска
- Рондо Вятрачна
- Остробрамска
- Новака-Езераньскего
- Гоцлав — конечная.